# Něco divokého
Něco divokého (v anglickém originále Something Wild) je americký film režiséra Jonathana Demma z roku 1986. Hlavní role ve filmu hrají Jeff Daniels a Melanie Griffith, kteří se potkají na obědě a následně spolu stráví zbytek dne.
Film získal ocenění Edgar Award za nejlepší scénář a byl nominován na tři Zlaté glóby (nejlepší herec, nejlepší herečka a nejlepší herec ve vedlejší roli), ani jednu z cen však nezískal.

## Obsazení
| Jeff Daniels        | Charles Driggs       |
| Melanie Griffithová | Audrey Hankel (Lulu) |
| Ray Liotta          | Ray Sinclair         |
| Charles Napier      | Irate chef           |
| John Sayles         | policista            |
| Tracey Walter       | The Country Squire   |
| Gary Goetzman       | Guido Paonessa       |
| Robert Ridgely      | Richard Graves       |
| Buzz Kilman         | televizní hlasatel   |
| Adelle Lutz         | Rose                 |
| John Waters         | prodejce automobilů  |
| Margaret Colin      | Irene                |
| Jack Gilpin         | Larry Dillman        |
| Su Tissue           | Peggy Dillman        |
| Sister Carol        | Dottie               |
| The Feelies         | The Willies          |